# 阿特湖畔努斯多夫
阿特湖畔努斯多夫是奥地利上奥地利州弗克拉布鲁克县的一个市镇。总面积27平方公里，总人口1099人，人口密度40.7人/平方公里（2005年）。